# I See Me
I See Me – singel koreańskiej piosenkarki BoA. Singel został wydany 6 grudnia 2010 roku.

## Lista utworów
- Digital download (6 grudnia 2010)[1]

1. „I See Me” – 5:01

## Notowania na Listach przebojów
| Kraj    | Lista (2010/2011) | Najwyższa pozycja |
| ------- | ----------------- | ----------------- |
| Japonia | iTunes Top 100    | 3                 |